# Radio Vatikan
Radio Vatikan (italienisch Radio Vaticana, RV) ist der Auslandsrundfunk des Heiligen Stuhles, der die Aufgabe hat, über die Tätigkeiten des Vatikans, der römisch-katholischen Kirche und allgemein über andere Kirchen zu berichten sowie die katholische Lehre weiterzutragen. Die Eigenständigkeit des Senders endete mit dem Beginn des Jahres 2017, als Radio Vatikan in das  Dikasterium für die Kommunikation des Heiligen Stuhls eingegliedert wurde. Am 17. Dezember 2017 wurden alle Dienste von Radio Vatikan im Zuge der Umstrukturierung des gesamten Medienangebots des Vatikans in die Vatican News, das multimediale Internetportal des Vatikanstaates eingegliedert. Seit dem 29. September 2019 werden die Audio-Beiträge von Vatican News wieder unter der Marke „Radio Vatikan“ veröffentlicht.

## Geschichte
Nach Abschluss der Lateranverträge wurde mit den Vorbereitungen zur Errichtung eines eigenen kirchlichen Radioprogramms begonnen. Gegründet wurde Radio Vatikan 1931 unter Papst Pius XI. Die Leitung des Senders wurde dem Jesuitenorden übertragen. Das Hauptsendezentrum wurde am vatikanischen Hügel eingerichtet. Am 12. Februar 1931 wurde um 16:30 Uhr mit der von Papst Pius XI. gesprochenen Botschaft „Qui arcano Dei consilio“ (lat.: „Welcher, durch Gottes unergründlichen Ratschluss …“) die erste Sendung ausgestrahlt; bis 1939 waren weitere Sendungen in einem Teststadium. 1939 stellte die Apostolische Pönitentiarie fest, dass die Ablasswirkung des apostolischen Segens Urbi et orbi sich auch auf die (Live-)Übertragung im Rundfunk erstrecke.

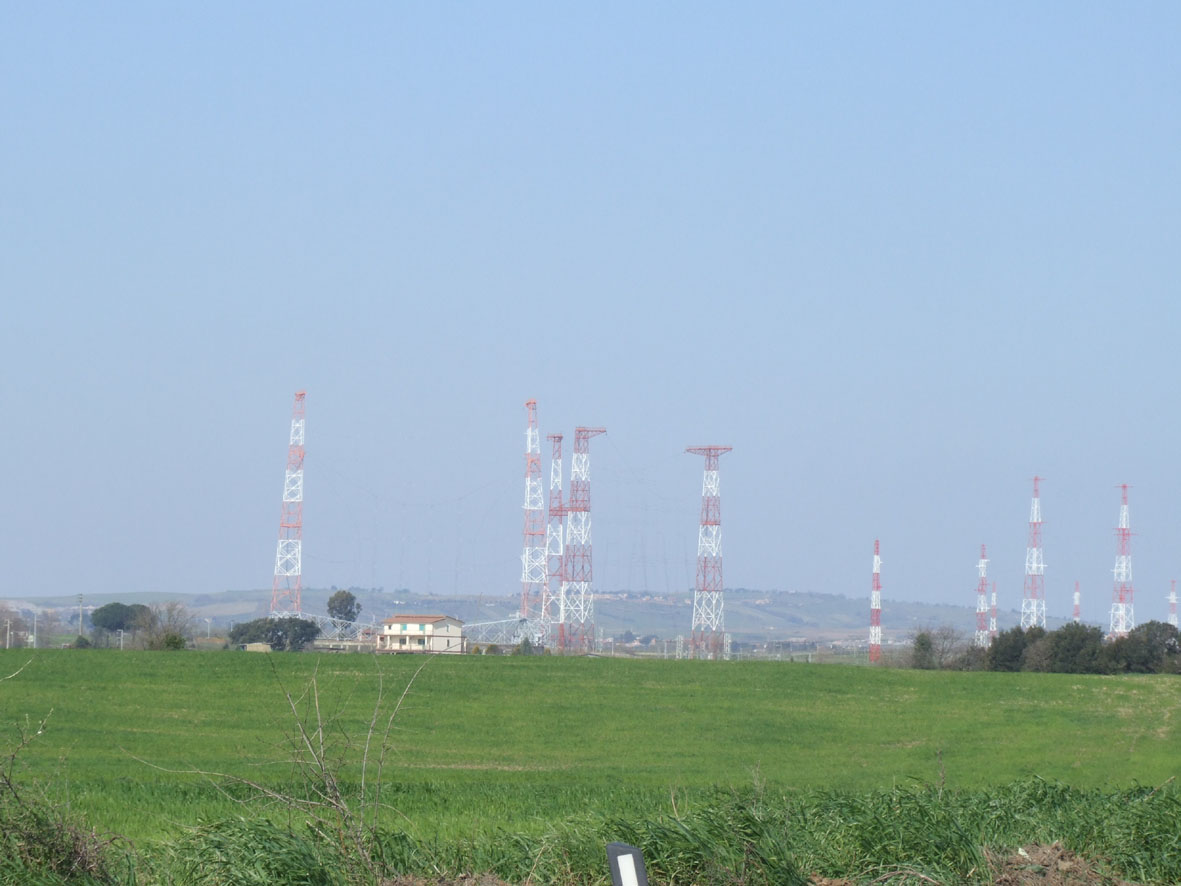
Sendemasten von Radio Vatikan bei Santa Maria di Galeria

Seit 1957 gibt es eine Sendeanlage mit leistungsfähigen Rundfunksendern für Kurz- und Mittelwelle auf exterritorialem Gebiet bei Santa Maria di Galeria, nördlich von Rom.
2011 beendete Radio Vatikan die Ausstrahlung über die starke Mittelwellenfrequenz 1530 kHz; im Dezember 2016 wurden die verbliebenen lokalen Mittelwellenfrequenzen in Rom aufgegeben. Am 17. Dezember 2017, exakt nach 86 Jahren, zehn Monaten und vier Tagen seines Bestehens ging Radio Vatikan in der multimedial ausgerichteten Internet-Plattform Vatican News auf. Hintergrund der Umstrukturierung ist die von Papst Franziskus initiierte Kurienreform, in deren Umsetzung die gesamten vatikanischen Medien neu positioniert wurden. Mit der Umstellung will der Vatikan auch Personal und Kosten sparen. Nach Aussage des Leiters des deutschsprachigen Abteilung von Vatican News sollen die Sendeformate und Inhalte von Radio Vatikan weiter bestehen bleiben, den Sprung ins digitale Social-Media-Zeitalter bezeichnete Hagenkord als Chance für die Medienarbeit des Vatikans.
Im Juni 2024 erließ Papst Franziskus die Motu proprio Fratello Sole („Bruder Sonne“), mit der er die Errichtung einer Freiflächen-Solaranlage in Santa Mario di Galeria anwies. Damit soll Radio Vatikan sowie der Vatikanstaat künftig vollständig mit Solarstrom versorgt werden.

## Programm

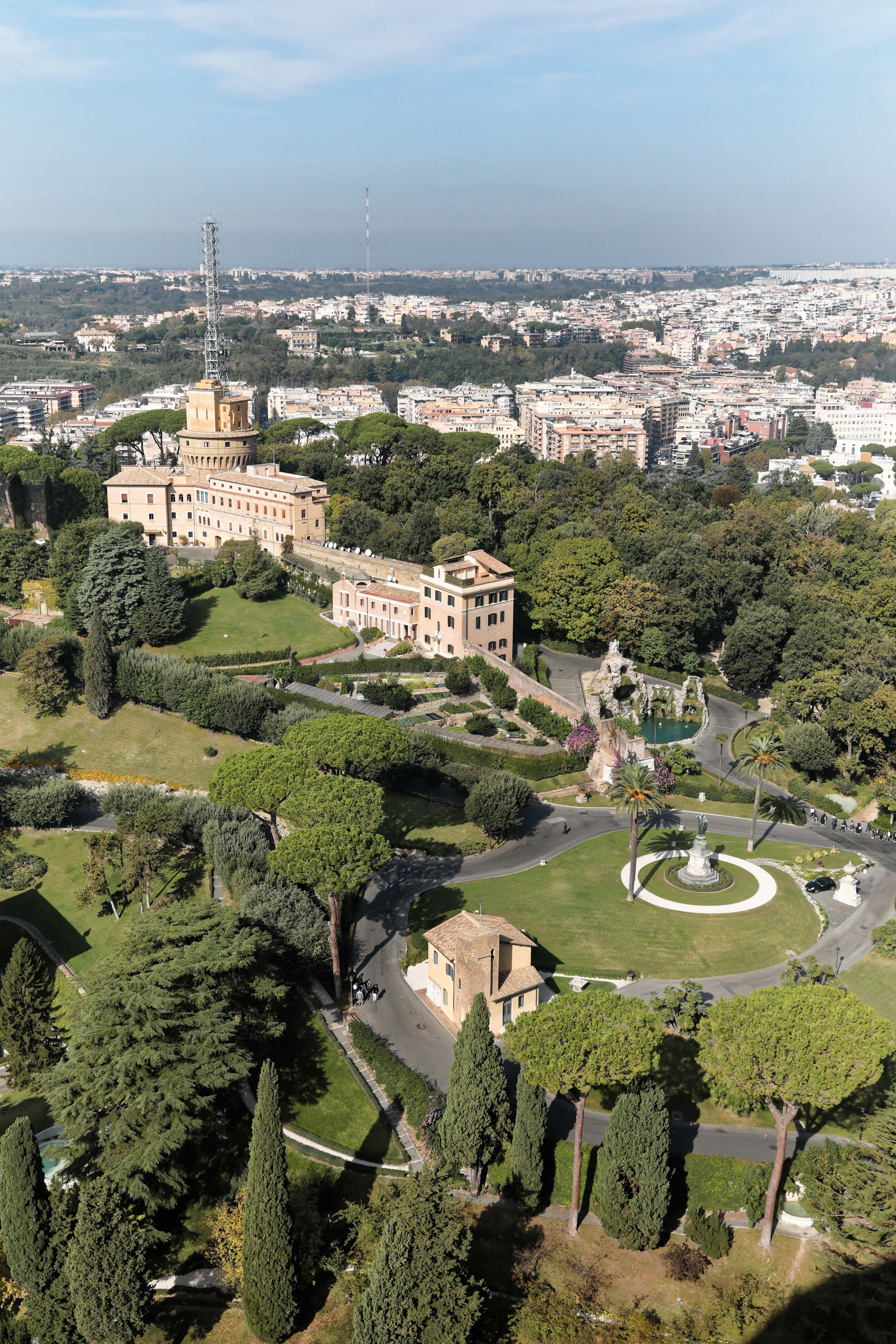
Radio Vatikan, mit Sendemast, in den Vatikanischen Gärten (2017)

Die Sendungen wurden lange Zeit hauptsächlich über Mittel- und Kurzwellensender in die ganze Welt ausgestrahlt, wobei die Sendungsinhalte nach folgenden Kriterien gewichtet werden:
- Papst und Vatikan
- Katholische Kirche in aller Welt
- Evangelische, anglikanische und orthodoxe Kirchen
- Andere Religionen (Judentum, Islam, Hinduismus, Buddhismus u. a.)

Radio Vatikan bestand aus rund 40 Sprachredaktionen und sendete in 45 Sprachen, unter anderem auch auf Deutsch. Die Sprachabteilungen hatten etwa 20 Minuten Sendezeit pro Tag zur Verfügung, die Sendungen wurden teilweise mehrmals am Tag ausgestrahlt.
Derzeit sendet Radio Vatikan in folgenden Sprachen: Albanisch (seit 1951), Amharisch (1948), Arabisch (1949), Armenisch (1966), Bulgarisch (1949), Chinesisch (1950), Dänisch (1953), Deutsch (1937), Englisch (1937), Esperanto (1976), Estnisch (1948), Finnisch (1975), Französisch (1931), Hindi (1965), Italienisch (1931), Japanisch (1959), Swahili, Kroatisch (1947), Latein (1931), Lettisch (1948), Litauisch (1940), Malayalam (1965), Polnisch (1938), Portugiesisch (1940), Rumänisch (1947), Russisch (1948), Schwedisch (1953), Slowakisch (1947), Slowenisch (1947), Somalo (1992), Spanisch (1934), Tagalog, Tamil (1965), Tigri, Tschechisch (1947), Ukrainisch (1939), Ungarisch (1939), Urdu (1993), Vietnamesisch (1980), Belarussisch (1950).
Gelegentlich wurden auch Sendungen in folgenden Sprachen gesendet: Ewondo, Kinyarwanda, Lingála, Tshiluba, Kikongo, Kirundi, Malgasch.
Außerdem wurden tägliche Nachrichtenmagazine auf Englisch, Französisch, Italienisch und Deutsch produziert sowie Gottesdienste und Gebetssendungen (überwiegend in lateinischer Sprache) ausgestrahlt.

## Deutschsprachiger Dienst

Logo der deutschsprachigen Redaktion

Der deutschsprachige Dienst sendete traditionell auf mehreren Kurzwellenfrequenzen abends um 20.20 Uhr ein Magazin, das am nächsten Tag um 0.10 Uhr und um 6.20 Uhr wiederholt wird. 
Bis November 2010 wurde das deutschsprachige Programm außerdem über die Mittelwellenfrequenz 1530 kHz verbreitet.
Zuletzt wurde nur noch die terrestrische UKW-Frequenz 93,3 MHz in Rom eingesetzt. Daneben wurden mehrere Satelliten sowie der Livestream für das lineare Hörfunkprogramm genutzt. Die Sendungen standen auch als Podcasts sowie als Audio-on-Demand zur Verfügung. Der Betrieb auf Kurzwelle endete zum 1. Juli 2012. Vor allem setzt man seitdem auf die Wiederausstrahlung des Dienstes durch verschiedene Partnerstationen in Deutschland, Österreich, der Deutschschweiz und Südtirol. Mit der Gründung von Vatican News wurde die deutsche Redaktion in die neue Großredaktion eingegliedert.
Bis 2021 wurde die erste Ausgabe des Nachrichtenmagazins über Kurzwelle 6005 kHz über die Sendeanlage des Shortwaveservice in Kall ausgestrahlt. Seitdem werden keine Kurzwellenausstrahlungen des deutschen Dienstes mehr durchgeführt. Auch das mehrsprachige lineare Programm für West- und Osteuropa wurde aufgegeben. Stattdessen wird für jede Sprachversion ein eigener Kanal produziert, in dem neben klassischer Musik die aktuellen Beiträge und Liveübertragungen in der jeweiligen Sprache zu hören sind, auch auf Deutsch. 
Im Sommer 2023 werden von der deutschen Redaktion täglich zwei Magazine produziert. Um 16:00 Uhr wird das 15-minütige Nachrichtenmagazin „Treffpunkt Weltkirche“ ausgestrahlt, das auf Radio Horeb Montag bis Samstag live übertragen wird. Um 18:00 Uhr wird die längere Fassung des Nachrichtenmagazins „Treffpunkt Weltkirche“ gesendet, die 20 Minuten dauert und einen Block mit Kurzmeldungen enthält. Beide  Programme werden im Livestream und via Satellit Hotbird (13° Ost) verbreitet. Die 20-Minuten-Ausgabe wird zusätzlich von 23:00–23:20 Uhr sowie von 07:00 bis 07:20 Uhr am Folgetag über diese Verbreitungswege wiederholt. Darüber hinaus sind beide Formate auf der Webseite als Podcast verfügbar.
Einmal in der Woche bietet die Redaktion auch Nachrichten in lateinischer Sprache (Nuntii Latini) an, die ausschließlich als Podcast verfügbar sind.
Die Redaktion wird seit 2019 von Stefan von Kempis geleitet. Seine Vorgänger waren von 1982 bis 2009 Pater Eberhard von Gemmingen und von 2009 bis 2019 Pater Bernd Hagenkord.

## Organisation
Bis Ende 2016 wurde Radio Vatikan von einem Generaldirektor geleitet, der gegenüber dem Staatssekretariat des Heiligen Stuhls weisungsgebunden war. Dem Generaldirektor untergeordnet waren der Programm-, der technische sowie der Verwaltungsdirektor. Da Radio Vatikan bei seiner Gründung dem Jesuitenorden unterstellt wurde, sind die wichtigsten Direktorenposten – mit Ausnahme des Verwaltungsdirektors – mit Geistlichen dieses Ordens besetzt. Indes trägt der Basilianerorden überwiegend die Verantwortung für die Programmgestaltung von Radio Vatikan.
Der Generaldirektor wurde traditionell vom Papst, der Programm- und der technische Direktor vom Kardinalstaatssekretär ernannt (jeweils auf Vorschlag des Jesuitenordens).
Generaldirektoren waren:
1. 1931–1934 Giuseppe Gianfranceschi
2. 1935–1953 Filippo Soccorsi
3. 1953–1967 Antonio Stefanizzi
4. 1967–1973 Giacomo Martegani
5. 1973–1985 Roberto Tucci
6. 1985–2005 Pasquale Borgomeo
7. 2005–2016 Federico Lombardi

Mit Ablauf des 31. Dezember 2016 verlor der Sender seine organisatorische Eigenständigkeit und wurde in das 2015 gegründete Kommunikationssekretariat des Vatikans eingegliedert. Die Umstrukturierung war kontrovers diskutiert worden.

## Finanzierung
Die Sendungen von Radio Vatikan sind unentgeltlich zu empfangen und werden ohne Werbeunterbrechungen verbreitet. Die jährlichen Ausgaben von 20 bis 30 Millionen Euro werden über das Budget des Heiligen Stuhles bestritten.

## Empfang

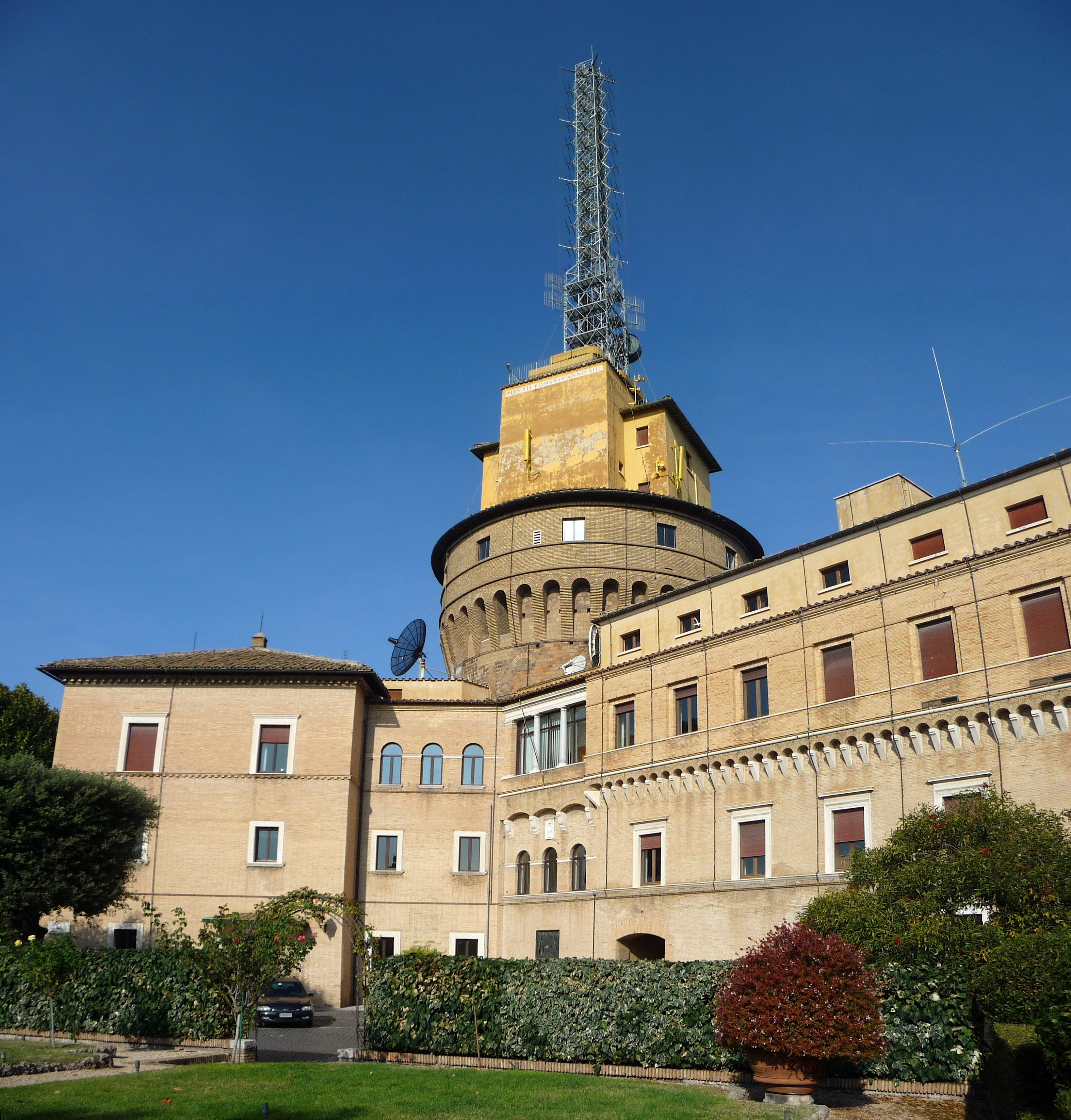
Palazzina Leone XIII in den Vatikanischen Gärten, 2011

Radio Vatikan wird auf folgenden Wegen verbreitet:
- UKW: 105.0 und 103.8 MHz[28] über die Station Palazzina Leone XIII[29] ⊙, wo sich auch die technischen Direktion befindet
- DAB: eigenes Multiplex mit vier Audiokanälen über drei Senderstandorte;[30] Radio Vaticana Italia italienweit über EuroDab Italia[31]
- DVB-T: Radio Vaticana Italia italienweit über TIMB 2 (LCN 777)
- Satellit:[32] u. a. Eutelsat 9B und Eutelsat Hot Bird 13B
- KW: über die eigene Sendeanlage in Santa Maria di Galeria ⊙, die IBB-Anlagen in Greenville ⊙ (North Carolina, USA) und Tinang ⊙ (Philippinen) sowie die Station Talata-Volonondry ⊙ (Madagaskar)[33]
- Live-Streaming: 11 Kanäle, sechs davon permanent[34]
- Podcast: in allen Programmsprachen[35]
- Syndikation: über Partnersender wie Domradio, Münchner Kirchenradio und Radio Horeb in Deutschland, Radio Maria Österreich, Radio Grüne Welle in Südtirol, Radio Maria und Radio Gloria in der Schweiz

## Schriften
Seit dem Jahr 2005 gibt Radio Vatikan gemeinsam mit dem Leipziger St. Benno-Verlag die Buchreihe „Edition Radio Vatikan“ heraus. Erstmals wurde ein Buch dieser Reihe auf dem XX. Weltjugendtag in Köln präsentiert.